# 깟하이현
깟하이현(Huyện Cát Hải / 縣葛海)은 베트남의 3대 도시인 하이퐁의 행정구역이다. 깟하이 현은 1977년, 오래된 깟바섬을 편입했다. 이 섬에도 토지 개발 열풍이 불고 있다. 빈패스트가 섬 남부 절반에 생산공장을 짓고 있으며, 썬그룹도 휴양 리조트를 북부의 절반에 짓고 있다. 2017년 9월 2일 개통된 베트남에서 가장 긴 5.44 km의 떤부-락후옌 대교가 하이퐁과 이 섬을 연결해 주고 있다.

## 행정구역
깟하이 현은 2개의 티쩐(市鎭)과 10개의 싸(社)를 관할하고 있다.

### 티쩐
- 깟바 (Cát Bà / 葛婆)
- 깟하이 (Cát Hải, 葛海)

### 싸
- 동바이 (Đồng Bài / 同排)
- 자루언 (Gia Luận / 嘉論)
- 히엔하오 (Hiền Hào / 賢豪)
- 호앙저우 (Hoàng Châu / 璜洲)
- 응히아 로 (Nghĩa Lộ / 義路)
- 프롱 (Phù Long / 扶隆)
- 쩐저우 (Trân Châu / 眞珠)
- 반퐁 (Văn Phong / 文豐)
- 비엣하이 (Việt Hải / 越海)
- 쑤언담 (Xuân Đám / 春盎)

## 명소
- 깟바 국립공원
- 깟바섬